# Lisowice (przystanek kolejowy na Ukrainie)
Lisowice (ukr. Лисовичі; ros. Лысовичи) – przystanek kolejowy w miejscowości Lisowice, w rejonie stryjskim, w obwodzie lwowskim, na Ukrainie.
Przystanek istniał przed II wojną światową.